# Notenrolle

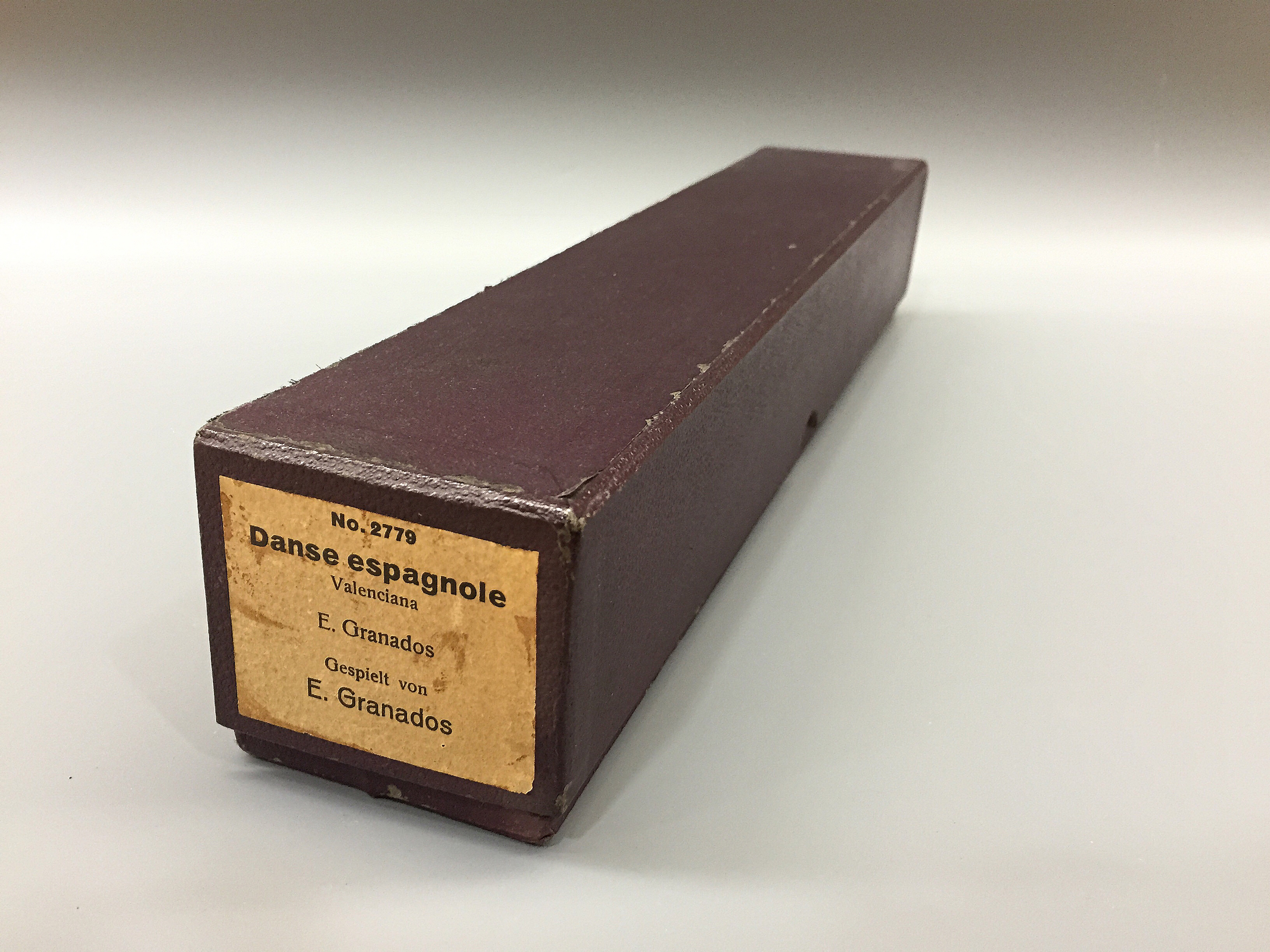
Welte-Mignon Notenrolle

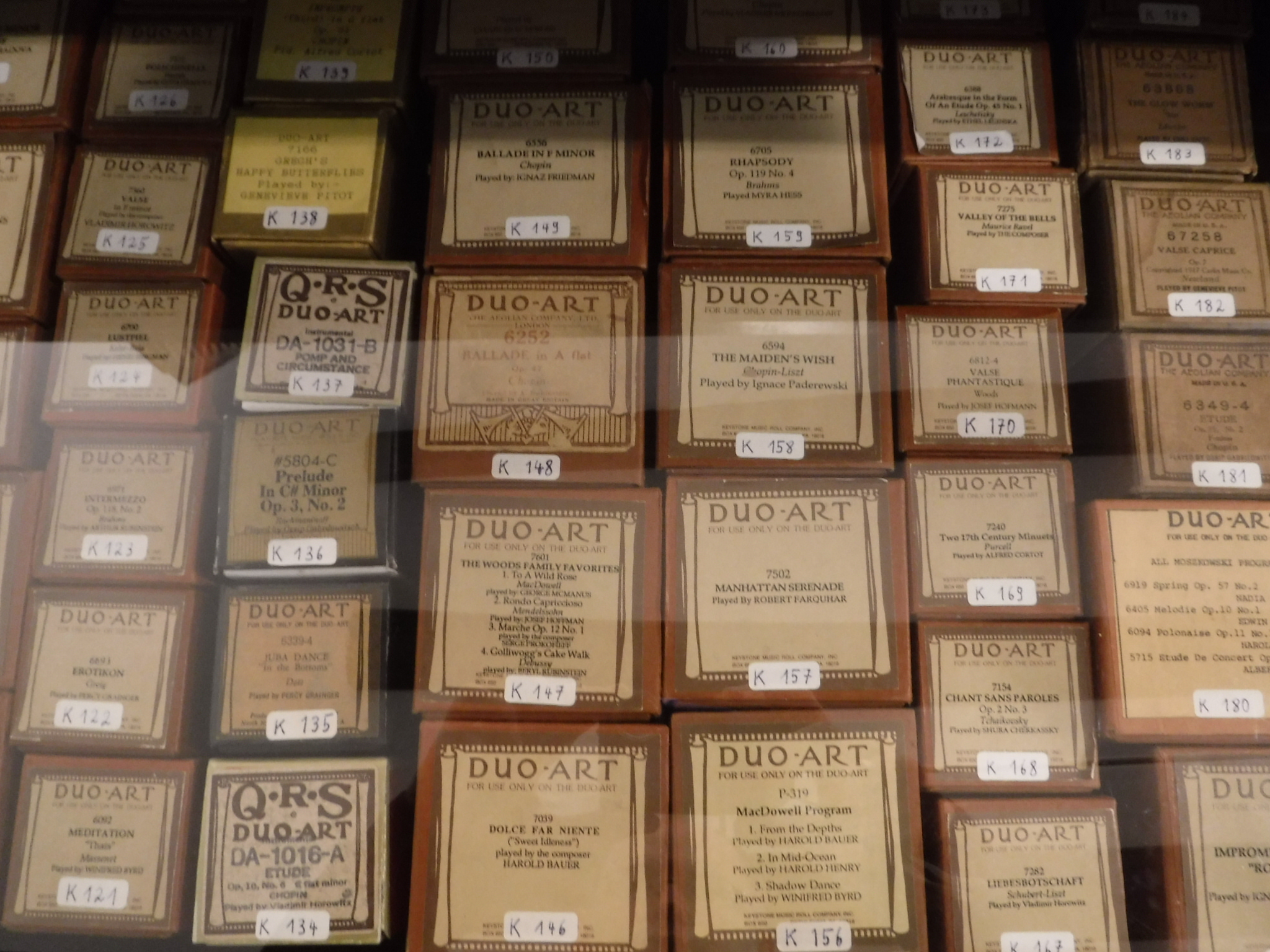
Notenrollen für das System Duo-Art im Musik-Museum Beeskow

Eine Notenrolle ist ein Medium, um ein mechanisches Musikinstrument mit Steuerinformationen zu versorgen. Es war auch das erste Medium, das einfach und billig mit wechselnder Musik hergestellt werden konnte.
Im Gegensatz zu den vorher verwendeten Stiftwalzen konnte die Notenrolle industriell hergestellt und vervielfältigt werden und somit dem Kunden die aktuelle Musik zur Verfügung stellen.
Eingesetzt wurden und werden Notenrollen beim „elektrischen Klavier“, zum Beispiel dem „Pianola“, bei Orchestrien, Dampforgeln, Jahrmarktsorgeln, Drehorgeln (auch Leierkästen genannt) und – wenn auch nur äußerst selten – bei speziell gebauten, stationären Pfeifenorgeln.
Notenrollen wurden u. a. von M. Welte & Söhne seit 1883 in ihre Orchestrien eingebaut.
Seit 1897 wurden Notenrollen von verschiedenen Herstellern in großen Mengen produziert. Insbesondere für Drehorgeln werden auch heute noch Lochbänder mit aktuellen Arrangements hergestellt. Neu- und Nachstanzungen für historische Musikinstrumente sind üblich.
Was bei Notenrollen als Lochschrift codiert ist, lässt sich grundsätzlich auch elektronisch speichern. Seit etwa Anfang der 1980er Jahre werden mechanische Musikinstrumente auch durch elektronische Bauteile gesteuert. Diese verarbeiten meist MIDI-Dateien, die alle Steuerfunktionen beinhalten. Über elektromagnetische Ventile werden die von einer speziellen Software ausgelesenen MIDI-Informationen in mechanisch-pneumatische Impulse umgesetzt.
Computer-Software, die MIDI-Dateien zu bearbeiten erlaubt, sogenannte Sequenzer-Software, hat häufig eine Betrachtungsfunktion für die Musikdaten in der sogenannten Piano-Roll-Notation, die dem Stanzbild von Notenrollen ähnelt („Piano Roll Editor“).
Das Auslesen der in einer Notenrolle gespeicherten Informationen erfolgt in der Regel auf pneumatisch-mechanischem Wege. Dabei wird beispielsweise atmosphärische Luft durch die Stanzlöcher eingesaugt und löst durch entsprechende Druckdifferenz im Innern der Ventile einen Steuerimpuls aus. Oder die Abtastung erfolgt über das sogenannte Abstromprinzip (häufig im Drehorgelbau). Dabei wird unter Druck stehende Luft (Wind genannt) aus den Löchern im Band abgeblasen. Hier bewirkt ebenfalls der entstehende Druckunterschied in der Windlade, dass eine Steuerfunktion aktiviert wird.
Nachdem zunächst hunderte von Unternehmen in diesem bis nach dem Ersten Weltkrieg boomenden Geschäft Notenrollen unterschiedlichster Formate und Lochungen produziert hatten, einigten sich 1909 die amerikanischen Produzenten auf einen Standard, die sogenannte Buffalo Convention.

## Reproduktions-Klaviere

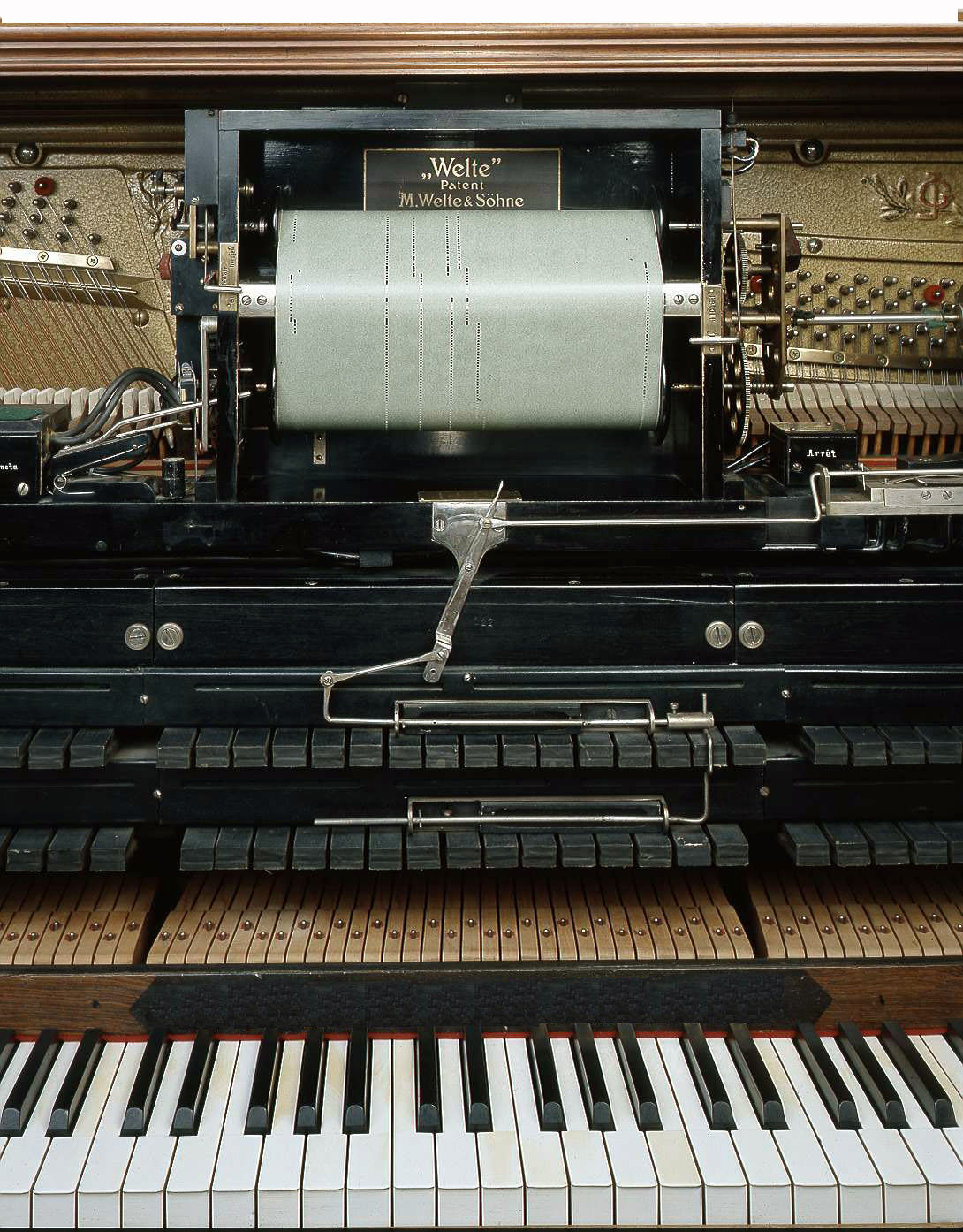
Welte-Mignon-Reproduktionsklavier von 1927 mit Notenrolle

Rollen für sogenannte Reproduktions-Klaviere wurden von den Instrumentenherstellern derart hergestellt, dass das Spiel berühmter Pianisten praktisch aufgezeichnet wurde. Hierzu nutzte der Pianist ein spezielles Aufzeichnungs-Instrument, das seine Tastenanschläge und die Nutzung der Pedale für das dynamische Spiel und die Aufhebung des Dämpfers auf einem Band mitschrieb. Zunächst konnte die Anschlagstärke der Tasten nicht aufgezeichnet werden; diese Informationen wurden von erfahrenen Musikern (Editoren) nachträglich eingefügt. Erst die Firma Welte entwickelte ein Verfahren, das auch diese Spieldynamik in den Aufzeichnungen berücksichtigen konnte (siehe weiter unten).
Reproduktionsklaviere können somit bis heute die Dynamik des echten Pianospiels anhand der speziell codierten Informationen auf der Notenrolle nachbilden. Die verschiedenen Unternehmen hatten verschiedene Verfahren, diese Dynamikinformationen aufzuzeichnen, einige waren technisch fortgeschritten, jedoch nicht notwendigerweise effizienter, einige waren geheim, und einige hingen vollständig von den Handnotizen der Aufnahme ab.
Notenrollen spielen in einer bestimmten, auf dem Rollenanfang gekennzeichneten Geschwindigkeit, bei der zum Beispiel ein Eintrag „70“ bedeutet, dass sieben Fuß Papier (ca. 2 Meter) binnen einer Minute abzuspielen sind. Auf allen pneumatischen Klavieren wird das Papier auf einer Aufwickelspule aufgewickelt, und je mehr Papier aufgespult ist, umso schneller wird das Papier gezogen. Die Techniker der automatischen Klaviere berücksichtigten dieses, wie man aus vielen Patenten jener Zeit erkennen kann, aber weil die Aufzeichnungseinrichtungen für Reproduktionsklaviere generell mit einer ähnlichen Spule arbeiteten, wird das Tempo gleichsinnig und weitenteils treu reproduziert, trotz der allmählich sich steigernden Papierbandgeschwindigkeit.
Das Spiel vieler Pianisten und Komponisten jener Zeit ist auf Notenrollen festgehalten: Gustav Mahler, Edvard Grieg, Claude Debussy, Sergei Rachmaninow, Teresa Carreño, Cécile Chaminade, Alexander Skrjabin, Scott Joplin, Jelly Roll Morton und George Gershwin sind unter den zahlreichen Komponisten, deren Spiel in dieser Technik aufgezeichnet wurde.

## Pianolas
Das Pianola wurde ursprünglich für Rollen entwickelt, die nicht auf einem Klavier aufgezeichnet worden waren. Stattdessen hatten sogenannte Noteure oder Notenzeichner Markierungen auf ein Papierband (Masterrolle) aufgebracht als mehr oder minder interpretierende Übertragung der in Noten geschriebenen Musik. Anschließend wurden die Markierungen mittels Stanzwerkzeugen in ein Lochbild umgewandelt, um eine originale Mutterrolle zu schaffen. Diese Mutterrolle wurde als Stanzvorlage benutzt und konnte nun beliebig oft mechanisch kopiert werden.
Vom Pianola gespielte Musik klingt ohne das Zutun des Pianolisten mechanisch und leiernd, der gezeichneten Pianorolle fehlt die künstlerische Gestaltung.

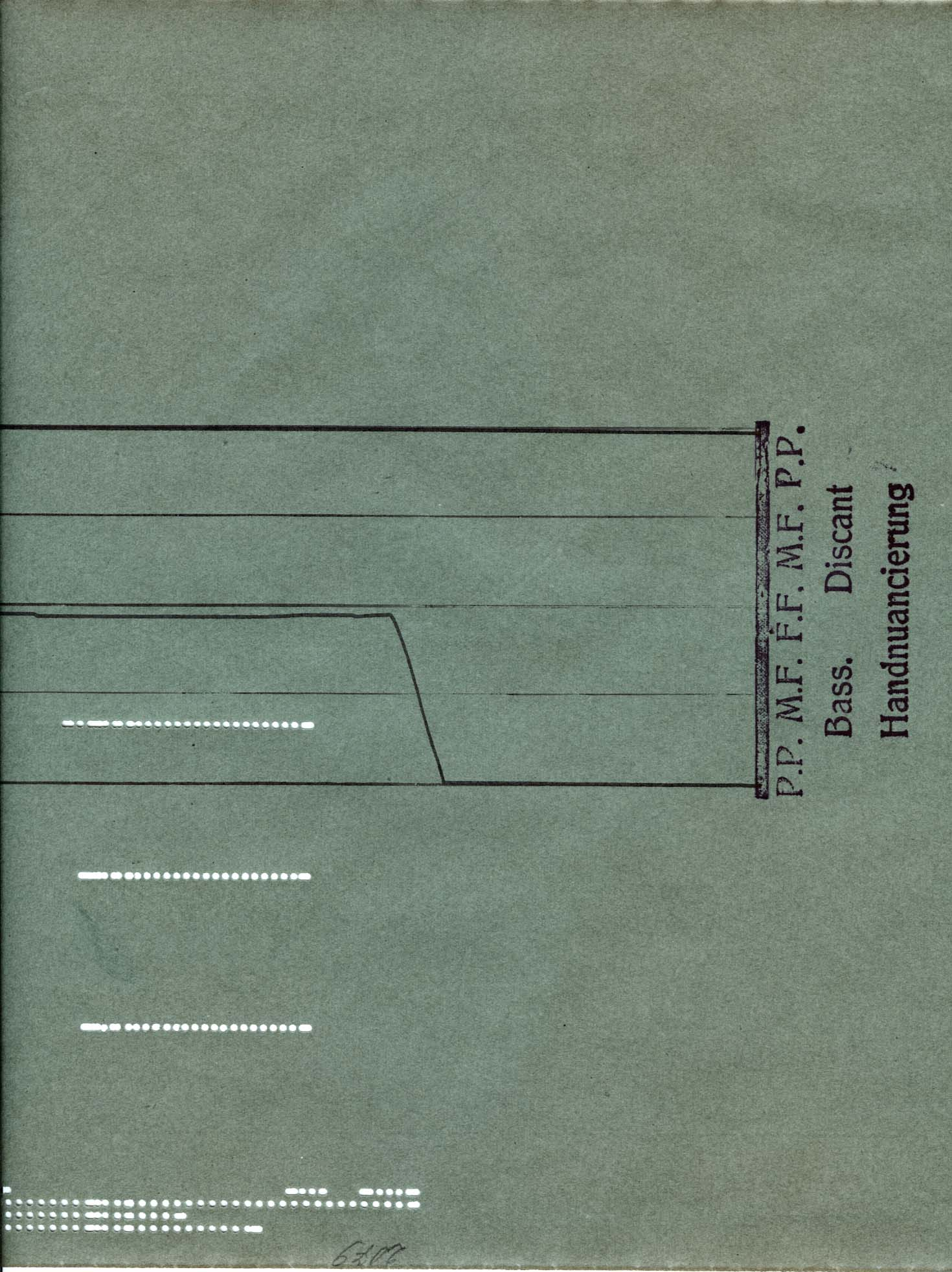
Welte-Notenrolle für Reproduktionsklavier im Format der Buffalo Convention, mit Zusatzlinien für die Handbetonung zum Spiel auf Fremdfabrikaten ohne Reproduktionseinrichtung

Wenn man ein Pianola spielt, und die Musik nicht wie ein Automat klingen soll, so muss man das Pianola „musikalisch“ spielen:
Die Pneumatik eines Pianolas wird über Pedale angetrieben, die einen Unterdruck über Bälge erzeugen. Somit kann der „Pianolist“ Einfluss nehmen auf die Dynamik der Wiedergabe und mit ihrer Hilfe Akzente setzen, Crescendos und andere Effekte hervorrufen. Da die Geschwindigkeit der Wiedergabe im Wesentlichen festliegt, gibt es zusätzlich Regler und Schalter für die Beeinflussung des Tempos, gewöhnlich mit der rechten Hand einzustellen.
Neben diesen zwei klar unterscheidbaren Notenrollen-Typen gab es andere, die eine Brücke schlugen zwischen diesen beiden Instrumententypen. „Hand-gespielte Rollen“ geben die Noten eines Live-Pianisten wieder, jedoch ohne eine Dynamikbeeinflussung, was den Eignern eines Pianolas gestattet, eigene Vorstellungen eines Expertenspiels umzusetzen, ohne jedoch selbst real spielen zu müssen.
Notenrollen bieten zusätzlich die Möglichkeit, Musik zu erzeugen, die auch von noch so begabten Pianisten aufgrund ihrer Komplexität niemals realisiert werden kann. Über einhundert Komponisten schrieben Musik speziell nur für automatische Klaviere bereits in den Anfangstagen des 20. Jahrhunderts. Hervorzuheben sind hier Paul Hindemith, Igor Stravinsky und Conlon Nancarrow. Insbesondere letzterer befasste sich sein gesamtes Künstlerleben lang nur mit „Player Pianos“.
„Arrangierte“ Rollen werden hergestellt, indem Löcher zur Auslösung der Steuerfunktionen (Töne, Dämpfer, Dynamik, Registerschaltung) mit einer Stanze in das Trägermaterial (Papier, Folie, Blech, Karton) gestochen werden. Dabei dienen entweder Musiknoten, Tonträger oder andere Speichermedien als Vorlage. Hieraus entsteht bei geschickter Vorgehensweise nicht unbedingt ein „mechanischer“ Klang, sondern es kann durchaus ein „humanisiertes“, also dem Handspiel ähnliches Klangbild erzeugt werden.
„Handeingespielte Rollen“ werden auf einer Aufzeichnungseinrichtung erstellt, die das Papier markiert, während der Pianist spielt. Das markierte Papier wird anschließend an den Marken gelocht. Man kann zusätzliche Noten einfügen oder Fehler des Spiels korrigieren. Diese Methode war in Gebrauch, seit 1904 die Firma Welte mit dem Reproduktionsklavier Welte-Mignon herauskam, das das Spiel so berühmter Pianisten wie Camille Saint-Saëns, Richard Strauss und George Gershwin aufzeichnete.
Welte, Hupfeld und Philipps erstellten unschätzbare Aufzeichnungen des Spiels berühmter Pianisten, die keine Tonaufnahmen hinterließen. Etwa um 1911 begannen die Herstellungen von Handaufnahmerollen in den USA für Duo-Art und AMPICO, und auf verschiedenen Typen von Klavieren konnte auch die Dynamik so wiedergegeben werden, wie sie der Pianist einspielte.

## Hersteller
Es gab hunderte von Unternehmen weltweit, die während der Hochzeit der automatischen Klaviere zwischen 1900 und 1927 Notenrollen produzierten. Die serienmäßige Herstellung von Notenrollen für Klaviere endete 2009. Einige der größeren Unternehmen sind nachfolgend angegeben, samt ihren bekanntesten Künstlern:
- QRS Company – James P. Johnson, Fats Waller, Zez Confrey, Max Kortlander, Pete Wendling, J. Lawrence Cook, und Victor Arden
- Imperial – Charley Straight, Roy Bargey
- Vocalstyle – Jelly Roll Morton, Mary Allison, Walter Davison

Das Fabrikat Welte-Mignon war bekannt für seine Reproduktionsrollen, mit ihren Systemen war seit 1905 eine weitestgehend exakte Wiedergabe des Anschlags und der Dynamik des Künstlers möglich. Hupfeld und Philipps haben ab ca. 1906 ebenfalls ein großes Repertoire an Künstlerrollen und Reproduktionsrollen für deren Systeme Hupfeld DEA und Philipps DUCA erstellt. Die Hersteller Duo-Art und Ampico waren seit ca. 1911 ebenfalls in der Lage die Dynamik des Klavierspiels eines Pianisten aufzunehmen.
Duo-Art hatte in seinem Repertoire Künstler wie Shura Cherkassky, Alfred Cortot, Frank Milne, Teresa Carreño, und Dagmar Nordström. Die Firma Ampico hatte Künstler wie Sergei Rachmaninow, Leo Ornstein und Marguerite Volavy unter Vertrag. Für Welte-Mignon spielten u. a. Künstler wie Gustav Mahler, Claude Debussy und George Gershwin. Von Ignacy Paderewski gibt es Aufnahmen für alle drei Systeme.

## Forschung
Seit 2007 sind Notenrollen als musikhistorische bedeutende Quellen Gegenstand musikhistorischer Forschungen. Dabei wurden in einem Forschungsprojekt der Hochschule der Künste Bern die Notenrollen in dem Projekt Geisterhand als Quelle untersucht und neu bewertet. In der Fortsetzung forscht seit 2012 das Projekt «Recording the Soul of Piano Playing». Im Deutschen Museum München läuft seit 2013 ein DFG-Projekt zur Erschließung und Digitalisierung der Sammlung von Notenrollen für Selbstspielklaviere. Auch die Stanford University (USA) mit dem Player Piano Project sehr aktiv in Sachen Forschung und Publikation zu diesem Thema.